# Julia Vignali
Pour les articles homonymes, voir Vignali.
Julia Vignali, née le 13 juillet 1975 à Paris, est une actrice, animatrice et chroniqueuse audiovisuelle française.
Après avoir débuté comme animatrice sur MCM en 1997, elle devient également comédienne, apparaissant dans des séries télévisées telles que Le Lycée et La Vie devant nous en 2002 et jouant un rôle récurrent dans Seconde Chance en 2008-2009.
Au début des années 2010, elle est Miss Météo sur Canal +, puis présente notamment Les Maternelles et C à vous sur France 5. Après un passage rapide sur TF1 en 2016-2017, comme coanimatrice de Laurent Mariotte, M6 la choisit pour succéder à Faustine Bollaert à l'animation du concours culinaire Le Meilleur Pâtissier.
En août 2021, elle quitte le groupe M6 pour revenir sur France Télévisions, et prend les rênes du magazine Télématin sur France 2 aux côtés de Thomas Sotto, Damien Thévenot et Maya Lauqué. En juin 2023, elle quitte l'animation de Télématin pour animer Affaire conclue, en remplacement de Sophie Davant.

## Biographie

### Famille et études
Julia Vignali naît le 13 juillet 1975 à Paris. Elle tient son nom de son grand-père originaire de la région de Parme et arrivé en France vers l'âge de 10 ans. Après avoir fait ses études à l'École supérieure de commerce de Grenoble, elle travaille brièvement pour le service marketing de Polydor, au sein d'Universal Music.

### Débuts professionnels
Elle débute à la télévision sur MCM en 1997 avant d'apparaître dans diverses publicités. En 2000, elle passe une audition pour être speakerine sur la chaîne Comédie ! sans succès. Elle est comédienne, faisant des apparitions dans des séries télévisées telles que La Vie devant nous (TF1), Avocats et Associés (France 2) et tient le rôle récurrent d'Audrey dans Seconde Chance (TF1) en 2008-2009. Elle joue également au théâtre en 2003 dans la pièce ShowBiz d'Erwan Larher.

### Carrière
De 2010 à 2012, elle présente la météo de La Matinale de Canal+, avant de se voir confier la présentation des Maternelles, sur France 5, prenant la succession de Daphné Bürki. Elle quitte la présentation de cette émission trois ans après, à la fin de la saison 2015, remplacée par Sidonie Bonnec. Elle rejoint l'émission C à vous pour la saison 2015/2016, où elle est l'une des chroniqueuses remplaçantes.
En 2016-2017, elle est chroniqueuse dans La Cour des grands, l'émission d'Alessandra Sublet, diffusée de 16 h à 18 h sur Europe 1.
En octobre 2016, Julia Vignali rejoint TF1 et présente aux côtés de Laurent Mariotte, la matinale du samedi dans l'émission #WEEKEND tous les samedis à 10 h 35.
À partir de la rentrée 2017, elle remplace Faustine Bollaert à l'animation de l'émission Le Meilleur Pâtissier sur M6 aux côtés de Cyril Lignac et Mercotte.
En 2021, elle annonce qu'elle quitte la chaîne M6 pour se consacrer à des activités cinématographiques, mais également de productions. Elle annonce arrêter la présentation des émissions Le Meilleur Pâtissier et Mon Admirateur secret.
Le 1er mai 2021, France 2 annonce son arrivée et à partir du 23 août, elle anime, du lundi au jeudi, avec Thomas Sotto le magazine Télématin en remplacement de Laurent Bignolas.
Le 10 juin 2023, selon une information du Parisien, confirmée par Puremédias elle quitte Télématin, où elle est remplacée par Marie Portolano et devient le nouvelle présentatrice d'Affaire conclue à la suite du départ de Sophie Davant pour Europe 1. Elle présente son dernier numéro de Télématin, le 29 juin 2023.
De 2023 à 2025, elle propose chaque samedi et dimanche sur Europe 1, un tête-à-tête avec une personnalité autour de 8 h 50 dans Europe 1 Matin Week-end.

### Vie privée
Compagne de Julien, scénariste, elle l'épouse en 2012, ils ont un fils, Luigi né en 2006. Le couple se sépare en 2014. En février 2016, Julia Vignali et Kad Merad médiatisent leur relation en apparaissant ensemble lors de la cérémonie des Magritte du cinéma en Belgique. Ils se marient le 26 novembre 2022, en Saône-et-Loire, à Mary.

## Synthèse de sa carrière

### Théâtre
- 2003 : ShowBiz, pièce de théâtre d'Erwan Larher.

### Filmographie

#### Cinéma
- 2003 : Belle ordure de Grégory Morin : la créature de la poubelle
- 2018 : Brillantissime de Michèle Laroque : la gynécologue
- 2018 : La Ch'tite Famille de Dany Boon : elle-même
- 2018 : Le Doudou de Julien Hervé : la femme de Michel Barré

#### Séries télévisées
- 2001 : Le Lycée de Michel Courtois[réf. nécessaire]
- 2002 : Le 17 d'Éric Lavaine[réf. nécessaire]
- 2002 : La Vie devant nous de Vincenzo Marano : 
  - épisode 3 - Stan Babysitter : la vendeuse
  - épisode 4 - Harcèlement : Stéphanie
  - épisode 5 - L'adoption : Stéphanie
- 2005 : Avocats et Associés d'Alexandre Pidoux[réf. nécessaire]
- 2007 : Belle et Zen de Christian Merret-Palmair[réf. nécessaire]
- 2008-2009 : Seconde Chance : Audrey Althuy
- 2009 : Père et Maire : La secrétaire d'Alexis Caron
- 2023 : Pamela Rose, la série (saison 1, épisodes 2 et 4) : Journaliste Journal Info[15].

### Parcours à la radio
- 2016-2017 : chroniqueuse sur Europe 1 dans La Cour des grands, l'émission d'Alessandra Sublet
- 2021-2023 : Bienfait pour vous sur Europe 1 : coanimation avec Mélanie Gomez
- 2023-2025 : Les Incontournables dans Europe 1 Matin Week-end sur Europe 1 : intervieweuse.

### Émissions de télévision

#### Animatrice/chroniqueuse
- 2010-2012 : présentatrice météo de La Matinale sur Canal+
- 2012-2015 : Les Maternelles sur France 5
- 2013 : animatrice remplaçante dans C à vous sur France 5
- 2015-2016 : chroniqueuse remplaçante dans C à vous sur France 5
- 2015 : coanimatrice du Téléthon sur France 2
- 2016-2017 : #WEEKEND,  sur TF1 : coanimatrice avec Laurent Mariotte
- 2017-2021 : Le Meilleur Pâtissier sur M6
- 2018-2021 : Mon admirateur secret sur M6
- 2018 : Ils ont fait 2018 sur M6 : coanimatrice avec Ophélie Meunier
- 2019 : Les artistes remontent le temps sur M6 : coanimatrice
- 2020 : Etam Live Show 2020 sur W9
- 2021-2023 : Télématin sur France 2 : co-animatrice avec Thomas Sotto
- 2023 : Les 50 ans du disco, les stars chantent pour le Sidaction sur France 2 : coanimatrice avec Vincent Niclo
- depuis 2023 : Affaire conclue, tout le monde a quelque chose à vendre sur France 2 et France 3
- 2023 : La Grande Soirée du 31 de Paris sur France 2 : coanimatrice
- 2024 : Tout le monde joue avec la mémoire sur France 2 : coanimatrice avec Fabien Olicard
- 2024 : Le sprint final sur France 2, avec Julian Bugier
- 2024 : Voix de stars (France 3)
- 2025 : Intelligence artificielle : la grande expérience (France 2)

#### Participante/candidate
- 2014 : L'Œuf ou la Poule ? sur D8
- 2017 : 40 ans du Puy du Fou : les animateurs font le spectacle, sur M6
- 2020 : Les Reines du shopping (Spéciale célébrités) sur M6 : candidate.
- 2025 : Le Grand Concours sur TF1 : candidate

## Publications
- (avec Sophie Rouanet) Et toi, tu fais comment ? - A la rencontre des nouveaux parents, Groupe Flammarion, 2014.
- (avec Olivia Karam) 40, c'est le nouveau 30 - L'âge de se faire plaisir, Groupe Flammarion, 2016.
- Adieu bordel ! - Comment gagner du temps, de l’argent et des moments de bonheur, Groupe Flammarion, 2023.